# Fiston Abdul Razak
Fiston Abdul Razak (Buyumbura, 5 de septiembre de 1991) es un futbolista burundés que juega en la posición de delantero en el club Ibri Club de Omán.

## Trayectoria
Abdul Razak tuvo sus primeras experiencias en el fútbol jugando en las calles y en torneos interescolares de su ciudad natal. En el año 2009 dio el salto al fútbol profesional al firmar por el club LLB Académic en el que jugó hasta el año 2014, en ese mismo año es contratado por el club Sofapaka de la Liga Keniana de Fútbol.
Sus buena actuaciones en el club keniano le sirvieron para que el Mamelodi Sundowns sudafricano muestre interés en ficharlo, situación que se materializó en junio de 2015 cuando se firmó el contrato por el cual Abdul Razak estaría unido durante 3 años al Mamelodi Sundowns. El debut con su nuevo club se produjo en un partido amistoso realizado en Ndola contra el Nchanga Rangers, el encuentro terminó empatado 1 a 1 y fue Abdul Razak el que hizo el gol del empate de su equipo.
Durante la primera mitad de la temporada 2015-16 no logró afianzarse en el equipo titular y hacia finales de 2015 el entrenador Pitso Mosimane ya no lo consideraba ni para la banca de suplentes, terminando esa media temporada sin goles y con solo 3 partidos jugados y uno de ellos como sustituto. Ante esta situación Abdul Razak fue prestado al Bloemfontein Celtic hasta el final de la temporada 2015-16, tiempo durante el cual logró marcar cuatro goles. En agosto de 2016 Mamelodi Sundowns y Bloemfontein Celtic acordaron renovar el préstamo del jugador burundés por toda la temporada 2016-17.

## Selección nacional
Abdul Razak es internacional con la selección de Burundi desde el año 2009. Formó parte de la plantilla de 23 jugadores con los que Burundi disputó el Campeonato Africano de Naciones de 2014 realizado en Sudáfrica y en el que logró marcar un gol.

### Goles internacionales
| #  | Fecha                   | Sede         | Rival         | Marcador | Resultado | Competencia                                                 | Goles |
| -- | ----------------------- | ------------ | ------------- | -------- | --------- | ----------------------------------------------------------- | ----- |
| 1  | 28 de noviembre de 2013 | Machakos     | Somalia       | 2 – 0    | Victoria  | Copa CECAFA 2013                                            |       |
| 2  | 18 de enero de 2014     | Polokwane    | Mauritania    | 3 – 2    | Victoria  | Campeonato Africano de Naciones de 2014                     |       |
| 3  | 13 de junio de 2015     | Dakar        | Senegal       | 3 – 1    | Derrota   | Clasificación para la Copa Africana de Naciones de 2017     |       |
| 4  | 5 de septiembre de 2015 | Buyumbura    | Níger         | 2 – 0    | Victoria  | Clasificación para la Copa Africana de Naciones de 2017     |       |
| 5  | 7 de octubre de 2015    | Roche Caiman | Seychelles    | 0 – 1    | Victoria  | Clasificación de CAF para la Copa Mundial de Fútbol de 2018 |       |
| 7  | 13 de octubre de 2015   | Buyumbura    | Seychelles    | 2 – 0    | Victoria  | Clasificación de CAF para la Copa Mundial de Fútbol de 2018 |       |
| 8  | 15 de noviembre de 2015 | Kinsasa      | RD Congo      | 2 – 2    | Empate    | Clasificación de CAF para la Copa Mundial de Fútbol de 2018 |       |
| 9  | 26 de marzo de 2016     | Buyumbura    | Namibia       | 1 – 3    | Derrota   | Clasificación para la Copa Africana de Naciones de 2017     |       |
| 11 | 29 de marzo de 2016     | Windhoek     | Namibia       | 1 – 3    | Victoria  | Clasificación para la Copa Africana de Naciones de 2017     |       |
| 12 | 10 de junio de 2017     | Buyumbura    | Sudán del Sur | 3 – 0    | Victoria  | Clasificación para la Copa Africana de Naciones de 2019     |       |
| 13 | 16 de octubre de 2018   | Buyumbura    | Malí          | 1 – 1    | Empate    | Clasificación para la Copa Africana de Naciones de 2019     |       |
| 17 | 16 de noviembre de 2018 | Yuba         | Sudán del Sur | 2 – 5    | Victoria  | Clasificación para la Copa Africana de Naciones de 2019     |       |

## Clubes
| Club                              | País      | Temporada |
| Mamelodi Sundowns Football Club   | Sudáfrica | 2015-2016 |
| --------------------------------- | --------- | --------- |
| Bloemfontein Celtic Football Club | Sudáfrica | 2015-2017 |
| Al-Zawraa Sport Club              | Irak      | 2017-2018 |
| JS Kabylie                        | Argelia   | 2018-2019 |
| ENPPI Club                        | Egipto    | 2019-2020 |
| Olympique Khouribga               | Marruecos | 2021-2022 |
| Renaissance de Berkane            | Marruecos | 2021-2022 |
| Sur Club                          | Omán      | 2022-2023 |
| Sofapaka FC                       | Kenia     | 2023-2024 |
| Al-Rustaq Club                    | Omán      | 2024-2025 |
| Ibri Club                         | Omán      | 2025-act. |